# RFC Chaudfontaine
RFC Chaudfontaine is een Belgische voetbalclub uit Chaudfontaine. De club is aangesloten bij de KBVB met stamnummer 529 en heeft geel en blauw als kleuren. De club speelde in haar bestaan een paar seizoenen in de nationale reeksen.

## Geschiedenis
De club ontstond in 1925 in Vaux-sous-Chèvremont als Albert Club Vaux-sous-Chèvremont. De club sloot zich aan bij de Belgische Voetbalbond en ging er in de regionale reeksen spelen. In 1951 werd de club koninklijk, en de clubnaam werd RAC Chèvremontois.
Ondertussen was de club opgeklommen in de provinciale reeksen en in 1953 promoveerde RAC Chèvremontois voor het eerst in het clubbestaan naar de nationale Bevorderingsreeksen, het vierde niveau. Men kon er zich dat eerste seizoen in Vierde Klasse handhaven in de middenmoot, op een 11de plaats. Het tweede seizoen eindigde men 14de op 16 ploegen, slechts een puntje na de drie ploegen op plaatsen 11 tot 13. Die 14de plaats was echter een degradatieplaats en zo zakte men nipt al na twee seizoenen weer naar Eerste Provinciale. De club kon de volgende jaren niet meer terugkeren in de nationale reeksen.
De club zakte de volgende jaren zelfs verder weg in de provinciale reeksen. Rond de eeuwwisseling onderging de club enkele veranderingen. Na een titel in Tweede Provinciale was men in 1997 weer naar het hoogste provinciale niveau gestegen, maar in 1999 degradeerde men weer. De club fusioneerde nu met FC Embourg, een andere club uit de gemeente Chaudfontaine, aangesloten bij de KBVB met stamnummer 4976 en actief in de lagere provinciale reeksen. De fusieclub werd RFC Embourg-Chèvremont genoemd, daarna R. Embourg-Vaux-Chaudfontaine (REV Chaudfontaine), dat verder speelde met stamnummer 529 van Vaux in Tweede Provinciale.
In 2001 promoveerde REV Chaudfontaine weer naar Eerste Provinciale. Daar kon men zich handhaven tot 2004. In 2004 fusioneerde de club met nog een andere club uit de gemeente CRS Chaudfontaine, aangesloten bij de KBVB met stamnummer 947 en ook in de provinciale reeksen actief. De fusieclub werd RFC Chaudfontaine en speelde verder met stamnummer 529 in Tweede Provinciale. De club ging in Chaudfontaine zelf spelen.
Fusieclub RFC Chaudfontaine zou zich verschillende seizoenen handhaven in Tweede Provinciale. Ondertussen werd in 2008 weer een nieuwe voetbalclub opgericht in Vaux-sous-Chèvremont, Racing Club Vaux, dat zich aansloot bij de KBVB met stamnummer 9522 en in de laagste provinciale reeksen van start gang. RFC Chaudfontaine bleef in Tweede Provinciale tot men er in 2011 op een voorlaatste plaats eindigde en degradeerde naar Derde Provinciale. Ook daar kende men het volgend seizoen problemen en men eindigde er als allerlaatste. De club zakte zo in 2012 meteen verder naar Vierde Provinciale, het allerlaagste niveau.
Na twee seizoenen behaalde men er de titel en zo keerde men in 2014 terug in Derde Provinciale. In 2015 diende de club echter haar ontslag in bij de Belgische Voetbalbond.